# Йосип Елез
Йосип Елез (хорв. Josip Elez [jǒsip ělez], нар. 25 квітня 1994, Спліт) — хорватський футболіст, захисник клубу «Хайдук» (Спліт).
Виступав, зокрема, за клуби «Рієка» та «Ганновер 96», а також молодіжну збірну Хорватії.

## Клубна кар'єра
Народився 25 квітня 1994 року в місті Спліт. Вихованець клубу «НК Солін». У 14 років перейшов до сплітського «Хайдука», де провів п'ять років у молодіжному складі. 27 квітня 2011 року в матчі проти «Інтера» (Запрешич) дебютував у чемпіонаті Хорватії. У складі «Хайдука» став срібним призером чемпіонату Хорватії в сезоні 2011/12, а також допоміг команді виграти кубок Хорватії у сезоні 2012/13.
У липні 2013 року Елез перейшов до італійського «Лаціо» (трансферна вартість — 400 тисяч євро). Перший сезон він провів у юнацькій команді, вигравши молодіжний Кубок Італії.
На першу половину сезону 2014/15 на умовах оренди перейшов до «Гроссето» з третього дивізіону Італії, а з лютого 2015 року на правах оренди грав за угорський клуб «Гонвед», за який провів 13 матчів у чемпіонаті Угорщини. В сезоні 2015/16 був відправлений в оренду в данський клуб «Орхус». 27 липня 2015 року в матчі проти «Віборга» дебютував у чемпіонаті Данії, а 15 серпня того ж року в матчі проти «Ольборга» забив перший гол за «Орхус». У складі «Орхуса» став фіналістом кубка Данії в сезоні 2015/16.
У червні 2016 року Елез на правах оренди був відправлений в хорватську «Рієку» з можливістю покупки за суму в 450 000 євро. З командою у тому сезоні Йосип виграв «золотий дубль» — чемпіонат і Кубок Хорватії. На початку травня 2017 року хорватський клуб реалізував варіант купівлі і 1 липня 2017 року Елез підписав трирічний контракт з «Рієкою» до червня 2020 року.
У січні 2018 року Йосип був відданий в оренду в німецький «Ганновер 96» до кінця сезону. Після закінчення сезону був викуплений, провів у клубі три роки.
У 2021 став гравцем рідного сплітського «Хайдука», підписавши з клубом 4-річний контракт.

## Виступи за збірні
2009 року дебютував у складі юнацької збірної Хорватії, взяв участь у 15 іграх на юнацькому рівні, відзначившись 2 забитими голами.
Протягом 2015—2016 років залучався до складу молодіжної збірної Хорватії. На молодіжному рівні зіграв у 2 офіційних матчах.

## Статистика виступів

### Статистика клубних виступів
| Сезон                      | Команда                    | Чемпіонат                  | Чемпіонат | Чемпіонат | Національний кубок | Національний кубок | Національний кубок | Континентальні кубки | Континентальні кубки | Континентальні кубки | Інші змагання | Інші змагання | Інші змагання | Усього | Усього |
| Сезон                      | Команда                    | Ліга                       | Ігор      | Голів     | Ліга               | Ігор               | Голів              | Ліга                 | Ігор                 | Голів                | Ліга          | Ігор          | Голів         | Ігор   | Голів  |
| -------------------------- | -------------------------- | -------------------------- | --------- | --------- | ------------------ | ------------------ | ------------------ | -------------------- | -------------------- | -------------------- | ------------- | ------------- | ------------- | ------ | ------ |
| 2011–12                    | «Хайдук» (Спліт)           | 1Л                         | 1         | 0         | КХ                 | 0                  | 0                  | ЛЄ                   | 0                    | 0                    | -             | -             | -             | 1      | 0      |
| 2012–13                    | «Хайдук» (Спліт)           | 1Л                         | 2         | 0         | КХ                 | 0                  | 0                  | ЛЄ                   | 0                    | 0                    | -             | -             | -             | 2      | 0      |
| Усього за «Хайдук» (Спліт) | Усього за «Хайдук» (Спліт) | Усього за «Хайдук» (Спліт) | 3         | 0         |                    | -                  | -                  |                      | -                    | -                    |               | -             | -             | 3      | 0      |
| 2013–14                    | «Лаціо»                    | A                          | 0         | 0         | КІ                 | 0                  | 0                  | ЛЄ                   | 0                    | 0                    | СІ            | 0             | 0             | 0      | 0      |
| 2014–15                    | «Гроссето»                 | ЛП                         | 15        | 1         | КІ-ЛП              | 0                  | 0                  | -                    | -                    | -                    | -             | -             | -             | 15     | 1      |
| 2014–15                    | «Гонвед»                   | НБ1                        | 13        | 0         | КУ+КЛ              | 0+1                | 0                  | -                    | -                    | -                    | -             | -             | -             | 14     | 0      |
| 2015–16                    | «Орхус»                    | СЛ                         | 25        | 2         | КД                 | 4                  | 0                  | -                    | -                    | -                    | -             | -             | -             | 29     | 2      |
| 2016–17                    | «Рієка»                    | 1Л                         | 34        | 2         | КХ                 | 4                  | 0                  | ЛЄ                   | 2                    | 0                    | -             | -             | -             | 40     | 2      |
| 2017–18                    | «Рієка»                    | 1Л                         | 13        | 0         | КХ                 | 2                  | 0                  | ЛЧ+ЛЄ                | 6+5                  | 0+2                  | -             | -             | -             | 26     | 2      |
| Усього за «Рієка»          | Усього за «Рієка»          | Усього за «Рієка»          | 47        | 2         |                    | 6                  | 0                  |                      | 13                   | 2                    |               | -             | -             | 66     | 4      |
| 2017–18                    | «Ганновер 96»              | БЛ                         | 4         | 0         | КН                 | 0                  | 0                  | -                    | -                    | -                    | -             | -             | -             | 4      | 0      |
| Усього за кар'єру          | Усього за кар'єру          | Усього за кар'єру          | 107       | 5         |                    | 11                 | 0                  |                      | 13                   | 2                    |               | -             | -             | 131    | 7      |

## Титули і досягнення
- Володар Кубка Хорватії (4):

«Хайдук» (Спліт): 2012-13, 2021-22, 2022-23
«Рієка»: 2016-17
- Чемпіон Хорватії (1):

«Рієка»: 2016-17